# Sœurs de la Réparation
Les Sœurs de la Réparation sont une congrégation religieuse féminine caritative et contemplative de droit pontifical.

## Histoire
En 1857, Charles Salerio, prêtre des missions étrangères de Milan, rencontre Caroline Orsenigo qui se dévoue dans des œuvres caritatives. Ensemble, ils ouvrent la maison de Nazareth pour aider les filles victimes de la prostitution ou en danger de l'être ; pour gérer l'établissement, ils fondent la congrégation des sœurs de la réparation le 2 octobre 1859 à Milan.
En 1868, la maison de la sainte Famille de Venise, qui a la même finalité, fusionne avec Milan pour former une seule congrégation. Les sœurs fondent une mission en Birmanie en 1895 ; expulsées en 1968, les religieuses ouvrent des maisons au Brésil et au Kenya.
La congrégation reçoit le décret de louange le 28 mai 1895 et l'approbation définitive du Saint-Siège le 4 octobre 1906 ; ses constitutions sont définitivement approuvées le 21 novembre 1933.

## Activités et diffusion
Les sœurs se dédient à l'enseignement et œuvrent dans les foyers pour mères et enfants en difficulté. Elles pratiquent l'adoration eucharistique dans un esprit de réparation.
Elles sont présentes en:
- Europe : Italie.
- Amérique : Brésil.
- Asie : Birmanie, Philippines
- Océanie : Australie, Papouasie-Nouvelle-Guinée.

La maison-mère est à Milan.
En 2017, la congrégation comptait 571 dans 79 maisons.